# 德怀特·古斯塔夫森

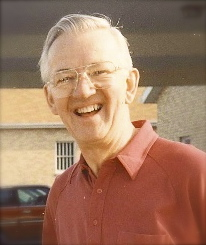
1993年10月的德怀特·古斯塔夫森

德怀特·古斯塔夫森（英語：Dwight Leonard Gustafson，1930年4月30日—2014年1月28日），华盛顿州西雅图人，是一名美国作曲家和指挥家，他担任过包伯·琼斯大学艺术学院院长。
2014年1月28日，他因肝病综合征去世，享年83岁。